# Pseudis cardosoi
Pseudis cardosoi es una especie de anfibio anuro de la familia Hylidae.

## Distribución geográfica
Esta especie es endémica de Brasil. Habita entre los 800 y 1200 m de altitud en la Serra Geral en los estados de Rio Grande do Sul y Santa Catarina.

## Etimología
Esta especie lleva el nombre en honor a Adão José Cardoso.

## Publicación original
- Kwet, 2000 : The genus Pseudis (Anura: Pseudidae) in Rio Grande do Sul, southern Brazil, with description of a new species. Amphibia-Reptilia, vol. 21, n.º 1, p. 39-55.[5]